# Günter Gottstein
Günter Gottstein (* 1944) ist ein deutscher Materialwissenschaftler und Professor an der RWTH Aachen.

## Werdegang
Gottstein studierte Physik an der RWTH Aachen und erlangte 1969 seinen Abschluss als Diplom-Physiker. 1973 promovierte er zum Dr. rer. nat. an der Aachener Fakultät für Bergbau und Hüttenwesen, wo er sich 1979 auf dem Fachgebiet Physikalische Metallurgie und Metallphysik mit seiner Schrift:  	Die Rekristallisation als Korngrenzenproblem habilitierte. 
Anschließend arbeitete Gottstein zehn Jahre in den Vereinigten Staaten, darunter als Gastwissenschaftler am Argonne National Laboratory, als assoziierter Professor am Massachusetts Institute of Technology und ab 1985 als Professor an der Michigan State University. Im Jahr 1989 kehrte er nach Aachen zurück, wo er als Nachfolger von Kurt Lücke als Universitätsprofessor und Direktor des Instituts für Metallkunde und Metallphysik der RWTH Aachen übernommen wurde. Darüber hinaus wurde Gottstein von 1993 bis 1999 zum Leiter der Zentralen Elektronentechnischen Einrichtung der RWTH ernannt und von 1996 bis 1998 zum Dekan der Fakultät für Bergbaumetallurgie und Geowissenschaften gewählt. 
Nach seiner Emeritierung im Jahr 2013 verblieb er als Seniorprofessor der RWTH Aachen weiterhin verbunden.

## Ehrungen (Auswahl)
- 2021: Acta Materialia Gold Medaille[2]
- 2014: Kordjumov-Medaille der Russischen Akademie der Wissenschaften
- 2011: Gold Medal Award, Federation of European Materials Societies (FEMS)
- 2010: Ehrendoktortitel der Technischen Universität Bergakademie Freiberg
- 2007: Ehrenprofessur der Universität Nordostchinas, Shenyang, China
- 2006: Ehrenprofessur des Moscow State Institute of Steel and Alloys an der National University of Science and Technology (MISiS)
- 2005: Werner Köster Preis der Deutschen Gesellschaft für Materialkunde e.V.
- 2003: Heyn Medaille der Deutschen Gesellschaft für Materialkunde e.V.
- 2003: Aufnahme in die Deutsche Akademie der Technikwissenschaften
- 2002: Aufnahme in die Akademie der Wissenschaften und der Literatur
- 1998: Max-Planck-Forschungspreis der Alexander von Humboldt-Foundation und der Max-Planck-Gesellschaft
- 1982: Masing-Preis der Deutschen Metallurgischen Gesellschaft

## Schriften (Auswahl)
Gottstein ist Autor und Co-Autor von 12 Büchern und mehr als 400 Veröffentlichungen in Fachzeitschriften, darunter:
- Materialwissenschaft und Werkstofftechnik: Physikalische Grundlagen. 4. Aufl. 2014. Berlin, Heidelberg, ISBN 978-3-642-36603-1
- Physikalische Grundlagen der Materialkunde, Springer 2007, ISBN  	978-3-540-71104-9
- zusammen mit L. S. Shvindlerman (2009). Grain Boundary Migration in Metals: Thermodynamics, Kinetics, Applications, Second Edition (2nd ed.). CRC Press. 2009 doi